# Claude de Thiard de Bissy
Pour les articles homonymes, voir Famille de Thiard de Bissy, Thiard et Bissy.
Claude VIII de Thiard, comte de Bissy, né le 13 octobre 1721 à Paris et mort le 26 septembre 1810 au château de Pierre-de-Bresse, est un militaire français.

## Biographie
Fils de Claude VII de Thiard, comte de Bissy (mort le 2 juillet 1723), et de Sylvie Angélique Andrault de Langeron, et descendant de Claude de Thiard, il suit la carrière des armes.
Élu membre de l’Académie française en 1750, il sera académicien pendant soixante ans. Il est l'auteur d'une Histoire d'Ema ou de l'âme (1752).
Il est promu au grade de lieutenant-général des armées du roi en 1762, le même jour que son frère cadet Henri de Thiard de Bissy. Il participe à la conquête de la Franche-Comté et devient gouverneur du Languedoc et d'Auxonne.
Il est le père d'Auxonne-Théodose de Thiard de Bissy.

## Publications
- Lettre sur l’esprit de patriotisme (1750)
- Histoire d'Ema ou de l'âme (1752)